# Quadrille (film 1938)
Quadrille è un film del 1938 diretto da Sacha Guitry.

## Remake
È stato realizzato un remake del film nel 1997 diretto da Valérie Lemercier e avente lo stesso titolo.